# Les Grands Sables au Pouldu
Les Grands Sables au Pouldu est un tableau réalisé par le peintre français Paul Sérusier en 1890. Cette huile sur toile est un paysage qui représente une plage du Pouldu, un village côtier de la commune de Clohars-Carnoët, dans le Finistère. Dominée par la couleur jaune du sable, la moitié inférieure de la composition comprend la figure lointaine d'une femme en costume breton aperçue par son profil droit. Laissée à Marguerite Sérusier à la mort de l'artiste, l'œuvre est conservée depuis 2011 à l'Art Institute of Chicago, à Chicago, dans l'Illinois, aux États-Unis.